# Paus Grand Prix
Paus Grand Prix, Grand Prix de Pau, är en grand prix-tävling i Pau i Frankrike som körts på Circuit de Pau-Ville sedan 1933. Tävlingen har dock aldrig ingått i formel 1-VM. Paus Grand Prix 1948 var dock det första grand prix-loppet som benämndes "formel 1", men världsmästerskapet började inte förrän säsongen 1950.

## Vinnare Paus Grand Prix
| År        | Segrare                         | Bil                             | Klass                           |
| --------- | ------------------------------- | ------------------------------- | ------------------------------- |
| 2024      | Ingen tävling.                  | Ingen tävling.                  | Ingen tävling.                  |
| 2023      | Enzo Peugeot                    | Mygale                          | Franska F4                      |
| 2022      | Vladislav Lomko                 | Dallara                         | Franska F4                      |
| 2020-2021 | Inställt pga COVID-19-pandemin. | Inställt pga COVID-19-pandemin. | Inställt pga COVID-19-pandemin. |
| 2019      | Billy Monger                    | Dallara                         | F3                              |
| 2018      | Ralf Aron                       | Dallara                         | F3                              |
| 2017      | Maximilian Günther              | Dallara                         | F3                              |
| 2016      | Alessio Lorandi                 | Dallara                         | F3                              |
| 2015      | Antonio Giovinazzi              | Dallara                         | F3                              |
| 2014      | Felix Rosenqvist                | Dallara                         | F3                              |
| 2013      | Luca Ghiotto                    | Tatuus                          | Formel Renault 2.0              |
| 2012      | Raffaele Marciello              | Dallara                         | F3                              |
| 2011      | Marco Wittmann                  | Dallara                         | F3                              |
| 2010      | Ingen tävling                   | Ingen tävling                   | Ingen tävling                   |
| 2009      | Alain Menu                      | Chevrolet                       | Super 2000 / WTCC               |
| 2008      | Andy Priaulx                    | BMW                             | Super 2000 / WTCC               |
| 2007      | Augusto Farfus                  | BMW                             | Super 2000 / WTCC               |
| 2006      | Romain Grosjean                 | Dallara                         | F3                              |
| 2005      | Lewis Hamilton                  | Dallara                         | F3                              |
| 2004      | Nicolas Lapierre                | Dallara                         | F3                              |
| 2003      | Fabio Carbone                   | Dallara                         | F3                              |
| 2002      | Renaud Derlot                   | Dallara                         | F3                              |
| 2001      | Anthony Davidson                | Dallara                         | F3                              |
| 2000      | Jonathan Cochet                 | Dallara                         | F3                              |
| 1999      | Benoît Tréluyer                 | Dallara                         | F3                              |
| 1998      | Juan Pablo Montoya              | Lola                            | F3000                           |
| 1997      | Juan Pablo Montoya              | Lola                            | F3000                           |
| 1996      | Jörg Müller                     | Lola                            | F3000                           |
| 1995      | Vincenzo Sospiri                | Reynard                         | F3000                           |
| 1994      | Gil de Ferran                   | Reynard                         | F3000                           |
| 1993      | Pedro Lamy                      | Reynard                         | F3000                           |
| 1992      | Emanuele Naspetti               | Reynard                         | F3000                           |
| 1991      | Jean-Marc Gounon                | Ralt                            | F3000                           |
| 1990      | Eric van de Poele               | Reynard                         | F3000                           |
| 1989      | Jean Alesi                      | Reynard                         | F3000                           |
| 1988      | Roberto Moreno                  | Reynard                         | F3000                           |
| 1987      | Yannick Dalmas                  | March                           | F3000                           |
| 1986      | Mike Thackwell                  | Ralt                            | F3000                           |
| 1985      | Christian Danner                | March                           | F3000                           |
| 1984      | Mike Thackwell                  | Ralt                            | F2                              |
| 1983      | Jo Gartner                      | Spirit                          | F2                              |
| 1982      | Johnny Cecotto                  | March                           | F2                              |
| 1981      | Geoff Lees                      | Ralt                            | F2                              |
| 1980      | Richard Dallest                 | AGS                             | F2                              |
| 1979      | Eddie Cheever                   | Osella                          | F2                              |
| 1978      | Bruno Giacomelli                | March                           | F2                              |
| 1977      | René Arnoux                     | Martini                         | F2                              |
| 1976      | René Arnoux                     | Martini                         | F2                              |
| 1975      | Jacques Laffite                 | Martini                         | F2                              |
| 1974      | Patrick Depailler               | March                           | F2                              |
| 1973      | François Cévert                 | Renault Alpine                  | F2                              |
| 1972      | Peter Gethin                    | Chevron                         | F2                              |
| 1971      | Reine Wisell                    | Lotus                           | F2                              |
| 1970      | Jochen Rindt                    | Lotus                           | F2                              |
| 1969      | Jochen Rindt                    | Lotus                           | F2                              |
| 1968      | Jackie Stewart                  | Matra                           | F2                              |
| 1967      | Jochen Rindt                    | Brabham                         | F2                              |
| 1966      | Jack Brabham                    | Brabham                         | F2                              |
| 1965      | Jim Clark                       | Lotus                           | F2                              |
| 1964      | Jim Clark                       | Lotus                           | F2                              |
| 1963      | Jim Clark                       | Lotus                           | F1                              |
| 1962      | Maurice Trintignant             | Lotus                           | F1                              |
| 1961      | Jim Clark                       | Lotus                           | F1                              |
| 1960      | Jack Brabham                    | Cooper                          | F2                              |
| 1959      | Maurice Trintignant             | Cooper                          | F2                              |
| 1958      | Maurice Trintignant             | Cooper                          | F2                              |
| 1957      | Jean Behra                      | Maserati                        | F1                              |
| 1956      | Ingen tävling                   | Ingen tävling                   | Ingen tävling                   |
| 1955      | Jean Behra                      | Maserati                        | F1                              |
| 1954      | Jean Behra                      | Gordini                         | F1                              |
| 1953      | Alberto Ascari                  | Ferrari                         | F2                              |
| 1952      | Alberto Ascari                  | Ferrari                         | F2                              |
| 1951      | Luigi Villoresi                 | Ferrari                         | F1                              |
| 1950      | Juan Manuel Fangio              | Maserati                        | F1                              |
| 1949      | Juan Manuel Fangio              | Maserati                        | 4 500 cm³                       |
| 1948      | Nello Pagani                    | Maserati                        | 4 500 cm³                       |
| 1947      | Nello Pagani                    | Maserati                        | 4 500 cm³                       |
| 1940-1946 | Inga tävlingar                  | Inga tävlingar                  | Inga tävlingar                  |
| 1939      | Hermann Lang                    | Mercedes-Benz                   | 4 500 cm³                       |
| 1938      | René Dreyfus                    | Delahaye                        | 4 500 cm³                       |
| 1937      | Jean-Pierre Wimille             | Bugatti                         | Formel Libre                    |
| 1936      | Philippe Étancelin              | Maserati                        | Formel Libre                    |
| 1935      | Tazio Nuvolari                  | Alfa Romeo                      | Formel Libre                    |
| 1934      | Ingen tävling                   | Ingen tävling                   | Ingen tävling                   |
| 1933      | Marcel Lehoux                   | Bugatti                         | Formel Libre                    |
| 1902-1932 | Inga tävlingar                  | Inga tävlingar                  | Inga tävlingar                  |
| 1901      | Maurice Farman                  | Panhard                         | Tunga bilar                     |
| 1901      | Henri Farman                    | Darracq                         | Lätta bilar                     |
| 1901      | Louis Renault                   | Renault                         | Voituretter                     |